# Lucius Petronius Sabinus (Konsul 145)
Lucius Petronius Sabinus war ein im 2. Jahrhundert n. Chr. lebender römischer Politiker.
Durch Militärdiplome, die z. T. auf den 26. Oktober 145 datiert sind, ist belegt, dass Sabinus 145 zusammen mit Gaius Vicrius Rufus Suffektkonsul war; die beiden übten dieses Amt wohl für zwei Monate, von September bis Oktober, aus.